# Благовест Сендов
Благовест Христов Сендов (8 лютого 1932, Асеновград — 19 січня 2020) — болгарський політик, дипломат і математик.

## Професійна діяльність
Отримав освіту у галузі математики і фізики в Софійському університеті, де працював викладачем і ректором. Віце-президент Болгарської академії наук. Почесний доктор Московського університету (1977), іноземний член Національної академії наук України (1998)
У 2000 році він став членом Сербської академії наук і мистецтв.

## Політична діяльність
Незалежний кандидат на президентських виборах 1992, отримав четверте місце з 113 897 голосів (2,24 %).
Обирався членом Народних зборів (1995–2002), протягом цього періоду був їх головою (1995–2000).
Посол Болгарії у Японії (2004–2009).